# Lista de episódios de Digimon Adventure
Esta é uma lista de episódios de Digimon Adventure, o primeiro anime da franquia multimídia Digimon.
Pode-se dividir o anime Digimon Adventure em quatro sagas:
- Saga de Devimon (do episódio 8 ao 13);
- Saga de Etemon (do 15 ao 20);
- Saga de Myotismon (do 22 ao 39);
- Saga de Mestres das Trevas & Apocalymon (do 40 ao 54).

## Episódios
| N.º | Título original Título no Brasil Título em Portugal                                                                                             | Dirigido por     | Escrito por       | Diretor de animação | Diretor de arte                 | Exibição original       |
| --- | --- | ---------------- | ----------------- | ------------------- | ------------------------------- | ----------------------- |
| 1   | "漂流？ 冒険の島!" "Férias de Verão" | Hiroyuki Kakudou | Satoru Nishizono  | Yoshitaka Yashima   | Yukiko Iijima                   | 7 de março de 1999      |
| 2   | "爆裂進化！ グレイモン" "Nasce Greymon" O Nascimento de Greymon"                                                                                | Hiroyuki Kakudou | Satoru Nishizono  | Setsuko Nobumi      | Yukiko Iijima                   | 14 de março de 1999     |
| 3   | "蒼き狼！ ガルルモン" "Nasce Garurumon" O Nascimento de Garurumon"                                                                              | Takenori Kawata  | Reiko Yoshida     | Toshio Deguchi      | Yukiko Iijima                   | 21 de março de 1999     |
| 4   | "灼熱！ バードラモン" "Sora em Perigo" | Takahiro Imamura | Motoki Yoshimura  | Yukio Ebisawa       | Tetsuhiro Shimizu               | 28 de março de 1999     |
| 5   | "電光！ カブテリモン" "Kabuterimon" | Hiroki Shibata   | Masaki Hiro       | Masahiro Naoi       | Yukiko Iijima                   | 4 de abril de 1999      |
| 6   | "パルモン怒りの進化！" "É a Vez de Palmon Digitransformar" A Transformação de Palmon"                                                           | Tetsuo Imazawa   | Yoshio Urasawa    | Yoshitaka Yashima   | Tetsuhiro Shimizu               | 11 de abril de 1999     |
| 7   | "咆哮！ イッカクモン" "A Fúria de Gomamon" O Rugido de Ikkakumon"                                                                               | Haruko Kosaka    | Yamatoya Akatsuki | Setsuko Nobumi      | Yukiko Iijima                   | 18 de abril de 1999     |
| 8   | "闇の使者デビモン！" "Devimon, Mensageiro das Trevas" Devimon o Mensageiro da Escuridão"                                                        | Hiroyuki Kakudou | Satoru Nishizono  | Toshio Deguchi      | Tetsuhiro Shimizu               | 25 de abril de 1999     |
| 9   | "激突！ 冷凍デジモン" "Yukidarumon, o Digimon do Frio" O Choque com os Digimons Mais Frios"                                                     | Takenori Kawata  | Jun Maekawa       | Shigetaka Kiyoyama  | Yukiko Iijima                   | 2 de maio de 1999       |
| 10  | "守護者ケンタルモン！" "Kentarumon, o Guardião!" "Centarumon o Guardião"                                                                        | Keiji Hayakawa   | Motoki Yoshimura  | Tomoko Ito          | Tetsuhiro Shimizu               | 9 de maio de 1999       |
| 11  | "踊る亡霊！ バケモン" "Bakemon, o Fantasma Dançante!" "Bakemon o Fantasma Bailarino"                                                            | Hiroki Shibata   | Yoshio Urasawa    | Yoshitaka Yashima   | Yukiko Iijima & Kenji Matsumoto | 16 de maio de 1999      |
| 12  | "冒険！ パタモンと僕" "Patamon e Eu" "A Aventura do Patamon e do T.K."                                                                          | Takahiro Imamura | Masaki Hiro       | Masahiro Naoi       | Yukiko Iijima                   | 23 de maio de 1999      |
| 13  | "エンジェモン覚醒!" "A Vez de Patamon" "O Aparecimento de Angemon"                                                                              | Hiroyuki Kakudou | Satoru Nishizono  | Yukio Ebisawa       | Tetsuhiro Shimizu               | 30 de maio de 1999      |
| 14  | "出航・新大陸へ！" "Atravessando o Oceano" "Partindo para um Novo Continente"                                                                   | Tetsuo Imazawa   | Reiko Yoshida     | Setsuko Nobumi      | Yukiko Iijima                   | 6 de junho de 1999      |
| 15  | "エテモン！ 悪の花道" "Etemon e o Primeiro Brasão" "Etemon o Terror do Cenário"                                                                 | Keiji Hayakawa   | Satoru Nishizono  | Tomoko Ito          | Tetsuhiro Shimizu               | 13 de junho de 1999     |
| 16  | "暗黒進化！ スカルグレイモン" "Greymon contra Etemon" "A Digievolução Obscura SkullGreymon"                                                     | Takenori Kawata  | Masaki Hiro       | Toshio Deguchi      | Yukiko Iijima                   | 20 de junho de 1999     |
| 17  | "幻船長コカトリモン！" "Capitão Cockatrimon" "Kokatorimon o Capitão do Barco Fantasma"                                                          | Hiroki Shibata   | Yoshio Urasawa    | Yoshitaka Yashima   | Tetsuhiro Shimizu               | 27 de junho de 1999     |
| 18  | "妖精！ピッコロモン" "Picklemon Digimon Fada Madrinha" "Piximon a Fada Digimon"                                                                 | Takahiro Imamura | Jun Maekawa       | Shigetaka Kiyoyama  | Yukiko Iijima                   | 4 de julho de 1999      |
| 19  | "迷宮のナノモン" "Nanomon no Labirinto" "Datamon no Labirinto"                                                                                  | Hiroyuki Kakudou | Satoru Nishizono  | Masahiro Naoi       | Tetsuhiro Shimizu               | 11 de julho de 1999     |
| 20  | "完全体進化！ メタルグレイモン" "MetalGreymon" "MetalGreymon a Digievolução Perfeita"                                                           | Keiji Hayakawa   | Satoru Nishizono  | Tomoko Ito          | Yukiko Iijima                   | 25 de julho de 1999     |
| 21  | "コロモン東京大激突！" "Temporariamente em Casa" "A Grande Aventura de Koromon em Tóquio"                                                       | Mamoru Hosoda    | Reiko Yoshida     | Setsuko Nobumi      | Tetsuhiro Shimizu               | 1 de agosto de 1999     |
| 22  | "ささやく小悪魔ピコデビモン" "PicoDevimon! O vilão danadinho" "DemiDevimon o Pequeno Demónio Misterioso"                                        | Takenori Kawata  | Masaki Hiro       | Yukio Ebisawa       | Yukiko Iijima                   | 8 de agosto de 1999     |
| 23  | "友よ！ ワーガルルモン" "Meu Amigo WereGarurumon" "O Meu Amigo WereGarurumon"                                                                   | Shimizu Junji    | Motoki Yoshimura  | Toshio Deguchi      | Tetsuhiro Shimizu               | 15 de agosto de 1999    |
| 24  | "撃破！ アトラーカブテリモン" "Triunfo de AtlurKabuterimon" "O Poder do MegaKabuterimon"                                                        | Tetsuo Imazawa   | Yoshio Urasawa    | Yoshitaka Yashima   | Yukiko Iijima                   | 22 de agosto de 1999    |
| 25  | "眠れる暴君！ トノサマゲコモン" "Gekomon Shogun o Tirano" "ShogunGekomon o Tirano Adormecido"                                                   | Hiroki Shibata   | Yamatoya Akatsuki | Shigetaka Kiyoyama  | Tetsuhiro Shimizu               | 29 de agosto de 1999    |
| 26  | "輝く翼！ ガルダモン" "Garudamon a Perfeição de Birdramon" "As Asas Brilhantes de Garudamon"                                                    | Hiroyuki Kakudou | Jun Maekawa       | Masahiro Naoi       | Yukiko Iijima                   | 5 de setembro de 1999   |
| 27  | "闇の城ヴァンデモン" "Castelo Mágico de Myotismon" "O Castelo da Escuridão de Myotismon"                                                        | Keiji Hayakawa   | Masaki Hiro       | Tomoko Ito          | Tetsuhiro Shimizu               | 12 de setembro de 1999  |
| 28  | "追撃！ 日本へ急げ" "Voltando para o Japão" "Perseguição - Há que Regressar ao Japão"                                                           | Takahiro Imamura | Masaki Hiro       | Setsuko Nobumi      | Yukiko Iijima                   | 19 de setembro de 1999  |
| 29  | "マンモン光が丘大激突！" "A Primeira Batalha no Japão" "Combate em Hikarigaoka contra Mammothmon"                                               | Takenori Kawata  | Satoru Nishizono  | Yukio Ebisawa       | Yukiko Iijima                   | 26 de setembro de 1999  |
| 30  | "デジモン東京大横断" "Longa Viagem para Casa" "A Grande Travessia dos Digimons em Tóquio"                                                       | Shimizu Junji    | Jun Maekawa       | Toshio Deguchi      | Tetsuhiro Shimizu               | 3 de outubro de 1999    |
| 31  | "レアモン！東京湾襲撃" "O Monstro Violento" "Raremon Ataca na Baía de Tóquio"                                                                   | Hiroki Shibata   | Masaki Hiro       | Yoshitaka Yashima   | Yukiko Iijima                   | 10 de outubro de 1999   |
| 32  | "熱いぜ東京タワー！デスメラモン" "Batalha na Torre de Tóquio" "SkullMeramon a Ardente Torre de Tóquio"                                          | Tetsuo Imazawa   | Satoru Nishizono  | Shigetaka Kiyoyama  | Tetsuhiro Shimizu               | 17 de outubro de 1999   |
| 33  | "パンプとゴツは渋谷系デジモン" "Digimons na Cidade dos Jovens" "Pumpkinmon e Gotsumon Dois Digimons de Shibuya"                                 | Hiroyuki Kakudou | Yoshio Urasawa    | Masahiro Naoi       | Yukiko Iijima                   | 24 de outubro de 1999   |
| 34  | "運命の絆！ テイルモン" "O Destino Misterioso de Tailmon" "Os Laços do Destino de Gatomon"                                                      | Takenori Kawata  | Motoki Yoshimura  | Tomoko Ito          | Tetsuhiro Shimizu               | 31 de outubro de 1999   |
| 35  | "お台場の妖精！ リリモン開花" "Palmon Digivolve para Lilimon" "Floresceu Lillymon a Fada de Odaiba"                                             | Takahiro Imamura | Masaki Hiro       | Setsuko Nobumi      | Yukiko Iijima                   | 7 de novembro de 1999   |
| 36  | "結界突破！ ズドモンスパーク！" "A Super Digitransformação de Gomamon" "O Golpe Explosivo de Zudomon"                                           | Tetsuji Nakamura | Jun Maekawa       | Yoshitaka Yashima   | Yukiko Iijima                   | 14 de novembro de 1999  |
| 37  | "完全体総進撃！ きらめくエンジェウーモン" "A Super Digitransformação de Tailmon" "O Ataque dos Digimons Perfeitos a Radiante Angewomon"         | Hiroki Shibata   | Motoki Yoshimura  | Yukio Ebisawa       | Tetsuhiro Shimizu               | 21 de novembro de 1999  |
| 38  | "復活！ 魔王ヴェノムヴァンデモン" "Venon Myotismon a Besta" "A Vingança de VenomMyotismon o Rei Demónio"                                        | Hiroyuki Kakudou | Masaki Hiro       | Toshio Deguchi      | Yukiko Iijima                   | 28 de novembro de 1999  |
| 39  | "二大究極進化！ 闇をぶっとばせ！" "Dois Mundos Unidos" "Duas Ultra Transformações Acabemos com as Trevas"                                       | Shimizu Junji    | Jun Maekawa       | Tomoko Ito          | Tetsuhiro Shimizu               | 5 de dezembro de 1999   |
| 40  | "魔の山の四天王！ ダークマスターズ" "Mestres das Trevas versus DigiEscolhidos" "Os Mestres das Trevas os Quatro Imperadores da Montanha do Mal" | Tetsuo Imazawa   | Satoru Nishizono  | Masahiro Naoi       | Yukiko Iijima                   | 12 de dezembro de 1999  |
| 41  | "荒ぶる海の王！ メタルシードラモン" "A Vingança de MetalSeadramon" "MetalSeadramon o Furioso Rei do Mar"                                        | Takenori Kawata  | Yoshio Urasawa    | Shigetaka Kiyoyama  | Tetsuhiro Shimizu               | 19 de dezembro de 1999  |
| 42  | "沈黙の海底ホエーモン" "Obrigado Whamon" "Whamon e o Silencioso Fundo do Mar"                                                                   | Takahiro Imamura | Yamatoya Akatsuki | Yoshitaka Yashima   | Yukiko Iijima                   | 26 de dezembro de 1999  |
| 43  | "危険な遊戯！ ピノッキモン" "Pinocchimon Brincando de Matar" "O Perigoso Jogo de Puppetmon"                                                     | Hiroki Shibata   | Motoki Yoshimura  | Setsuko Nobumi      | Tetsuhiro Shimizu               | 9 de janeiro de 2000    |
| 44  | "迷いの森のジュレイモン" "O Misterioso Jyureimon" "Cherrymon o Rei do Bosque da Confusão"                                                       | Hiroyuki Kakudou | Jun Maekawa       | Yukio Ebisawa       | Yukiko Iijima                   | 16 de janeiro de 2000   |
| 45  | "究極体激突！ ウォーグレイモンＶＳメタルガルルモン" "WarGreymon contra MetalGarurumon" "WarGreymon contra MetalGarurumon"                       | Tetsuo Imazawa   | Masaki Hiro       | Tomoko Ito          | Tetsuhiro Shimizu               | 23 de janeiro de 2000   |
| 46  | "メタルエテモンの逆襲" "A Vingança de Etemon" "O Contra-Ataque de MetalEtemon"                                                                  | Takenori Kawata  | Masaki Hiro       | Toshio Deguchi      | Yukiko Iijima                   | 30 de janeiro de 2000   |
| 47  | "風よ！ 光よ！ サーベルレオモン" "Adeus Leomon" "Vento Luz SaberLeomon"                                                                         | Takao Yoshizawa  | Jun Maekawa       | Masahiro Naoi       | Tetsuhiro Shimizu               | 6 de fevereiro de 2000  |
| 48  | "爆撃司令！ムゲンドラモン" "Kari em Perigo" "A Ordem de Bombardear de Machinedramon"                                                            | Hiroki Shibata   | Satoru Nishizono  | Yoshitaka Yashima   | Yukiko Iijima                   | 13 de fevereiro de 2000 |
| 49  | "さらばヌメモン" "O Fim de Mugendramon" "Adeus Numemons"                                                                                        | Takahiro Imamura | Yoshio Urasawa    | Shigetaka Kiyoyama  | Tetsuhiro Shimizu               | 20 de fevereiro de 2000 |
| 50  | "女の戦い！ レディデビモン" "LadyDevimon" "LadyDevimon e a Luta das Raparigas"                                                                  | Hiroyuki Kakudou | Jun Maekawa       | Setsuko Nobumi      | Yukiko Iijima                   | 27 de fevereiro de 2000 |
| 51  | "地獄の道化師 ピエモン" "Mente nas Trevas" "Piedmon o Palhaço Infernal"                                                                         | Takao Yoshizawa  | Motoki Yoshimura  | Tomoko Ito          | Tetsuhiro Shimizu               | 5 de março de 2000      |
| 52  | "聖剣士ホーリーエンジェモン" "O Fim de Piedmon" "HolyAngemon o Cavaleiro Sagrado"                                                               | Takenori Kawata  | Masaki Hiro       | Toshio Deguchi      | Yukiko Iijima                   | 12 de março de 2000     |
| 53  | "最後の暗黒デジモン" "O Pior Inimigo" "O Último Digimon das Trevas"                                                                             | Hiroki Shibata   | Motoki Yoshimura  | Yukio Ebisawa       | Tetsuhiro Shimizu               | 19 de março de 2000     |
| 54  | "新たな世界" "Adeus Novo Mundo" "O Novo Mundo"                                                                                                  | Takahiro Imamura | Masaki Hiro       | Yoshitaka Yashima   | Yukiko Iijima                   | 26 de março de 2000     |